# Ross 128
Ross 128 é uma estrela anã vermelha na constelação de Virgo, localizada perto da eclíptica e ao sul de Beta Virginis. Sua magnitude aparente visual é de 11,15, sendo fraca demais para ser vista a olho nu. Com base em sua paralaxe de 296,3 milissegundos de arco, medida pela sonda Gaia, está a uma distância de 11,01 anos-luz (3,37 parsecs) da Terra, sendo o décimo terceiro sistema estelar mais próximo do Sistema Solar. Foi catalogada pela primeira vez em 1926 pelo astrônomo estadunidense Frank Elmore Ross.

## Características
Esta estrela de baixa massa é uma típica anã vermelha e tem um tipo espectral de M4V. Anãs vermelhas são as estrelas mais frias na sequência principal e representam cerca de 75% de todas as estrelas. Ross 128 tem 17% da massa do Sol e 20% do raio solar, mas gera energia tão lentamente que emite apenas 0,36% da luminosidade solar, a maior parte na faixa infravermelha. Esta energia está sendo irradiada da fotosfera da estrela a uma temperatura efetiva de 3 192 K, conferindo à estrela o brilho vermelho-alaranjado típico de uma estrela do tipo M. Ross 128 é uma estrela velha, com uma idade estimada de mais de 5 bilhões de anos, e tem uma lenta rotação e um baixo índice de atividade cromosférica. Sua metalicidade, a abundância de elementos além de hidrogênio e hélio, é aproximadamente igual à solar.
Atualmente se aproximando do Sistema Solar com uma velocidade radial de 30,9 km/s, Ross 128 fará sua maior aproximação ao Sol em cerca de 71,2 mil anos, quando chegará a uma distância mínima de 6,26 anos-luz (1,92 parsecs) do Sol. Sua magnitude aparente a essa distância seria de 9,92.

## Sistema planetário
Em 2017, foi anunciada a descoberta de um planeta extrassolar orbitando Ross 128, denominado Ross 128 b, detectado por espectroscopia Doppler a partir de observações pelo espectrógrafo HARPS. A velocidade radial da estrela foi medida 157 vezes entre julho de 2005 e abril de 2016, revelando um sinal periódico com semiamplitude de 1,34 m/s. Esse sinal é causado pelo movimento orbital de um planeta um pouco mais massivo que a Terra com uma massa mínima de 1,35 massas terrestres e um período orbital de 9,86 dias. Orbitando a estrela a uma distância de 0,049 UA, está próximo da borda interna da zona habitável do sistema, recebendo 138% da radiação que a Terra recebe do Sol. Sua temperatura de equilíbrio, calculada para albedos entre 0,75 e 0,10, está na faixa de 213 a 294 K (-60 a 21 °C). É o segundo planeta mais próximo conhecido na zona habitável de sua estrela, depois de Proxima b. Em comparação com Proxima b, Ross 128 b tem condições mais favoráveis para a vida, devido ao baixo nível de atividade de sua estrela.
A composição de Ross 128 b não é conhecida, uma vez que não há informações precisas sobre a massa e o raio do planeta (a massa calculada da solução orbital é apenas um valor mínimo). O baixo valor de massa mínima, no entanto, sugere que o planeta tem uma composição rochosa, assim como a Terra. Modelos de interior planetário, baseados na composição química da estrela Ross 128, sugerem que o planeta tem uma alta densidade, sendo composto por uma mistura de ferro e rocha, com um núcleo de ferro relativamente maior que o terrestre.
| Planeta | Massa           | Semieixo maior (UA) | Período orbital (dias) | Excentricidade |
| ------- | --------------- | ------------------- | ---------------------- | -------------- |
| b       | >1,35 ± 0,20 M⊕ | 0,0493 ± 0,0017     | 9,8596 ± 0,0056        | 0,036 ± 0,092  |